# Festival di Sanremo 1996
Il quarantaseiesimo Festival di Sanremo si svolse al teatro Ariston di Sanremo dal 20 al 24 febbraio 1996 con la conduzione di Pippo Baudo, che curò anche la direzione artistica, affiancato dall'attrice Sabrina Ferilli e dalla top model argentina Valeria Mazza.
Il Festival si aprì con l'esibizione di Bruce Springsteen, che pose come condizione agli organizzatori di potersi esibire a inizio serata, con luci soffuse, inquadrature strette, e con la trasmissione della traduzione del testo della sua canzone, The Ghost of Tom Joad, in sovraimpressione. Springsteen rifiutò altresì di essere intervistato.
L'edizione fu vinta da Ron (esibitosi insieme a Tosca, non accreditata) con il brano Vorrei incontrarti fra cent'anni per la categoria Campioni e da Syria con il brano Non ci sto per la categoria Nuove proposte.
Da quest'anno il Premio della critica, assegnato a Elio e le Storie Tese (il cui brano La terra dei cachi si rivelò un grande successo di vendite e fu uno dei tormentoni musicali di quell'anno), viene intitolato a Mia Martini (scomparsa l'anno prima), che ne era stata la prima vincitrice nel 1982.
A quest'edizione avrebbe dovuto partecipare Ornella Vanoni con il brano Bello amore, ma fu lei stessa a ritirarsi a pochi giorni dall'inizio del Festival perché già eseguito col titolo di Mare mare da Emilia Pellegrino a fine gennaio in un programma radiofonico di Radio 2. La cantante fu poi sostituita in extremis da Enrico Ruggeri, affiancato da Andrea Mirò ai cori e alla chitarra acustica, con L'amore è un attimo.
Fu questa l'ultima delle cinque edizioni consecutive presentate da Pippo Baudo.

## Partecipanti

### Sezione Campioni

I vincitori Ron e Tosca con Vorrei incontrarti fra cent'anni

La vincitrice uscente Giorgia, terza classificata nell'edizione 1996 con Strano il mio destino.

| Interprete                      | Ultime partecipazioni al Festival |
| ------------------------------- | --------------------------------- |
| Al Bano                         | 1991                              |
| Aleandro Baldi e Marco Guerzoni | 1994 ed esordiente                |
| Amedeo Minghi                   | 1993                              |
| Dhamm                           | 1995 (tra le Nuove proposte)      |
| Elio e le Storie Tese           | Esordienti                        |
| Enrico Ruggeri                  | 1993                              |
| Fedele Boccassini               | 1995 (tra le Nuove proposte)      |
| Federico Salvatore              | Esordiente                        |
| Gigi Finizio                    | 1995 (tra le Nuove proposte)      |
| Giorgia                         | 1995                              |
| Ivana Spagna                    | 1995                              |
| Luca Barbarossa                 | 1992                              |
| Mara                            | 1995 (tra le Nuove proposte)      |
| Massimo Di Cataldo              | 1995 (tra le Nuove proposte)      |
| Michele Zarrillo                | 1994                              |
| Neri per Caso                   | 1995 (tra le Nuove proposte)      |
| Umberto Bindi e New Trolls      | 1961 e 1992                       |
| Paola Turci                     | 1993                              |
| Paolo Vallesi                   | 1992                              |
| Raffaella Cavalli               | 1995 (tra le Nuove proposte)      |
| Riccardo Fogli                  | 1992                              |
| Ron (con Tosca non accreditata) | 1988                              |
| Rossella Marcone                | 1995 (tra le Nuove proposte)      |

### Sezione Nuove proposte

L'esordiente Syria, vincitrice tra le Nuove proposte con Non ci sto.

| Interprete        | Ultime partecipazioni al Festival |
| ----------------- | --------------------------------- |
| Adriana Ruocco    | Esordiente                        |
| Alessandro Errico | Esordiente                        |
| Alessandro Mara   | Esordiente                        |
| Camilla           | Esordiente                        |
| Carmen Consoli    | Esordiente                        |
| Jalisse           | Esordienti                        |
| Leandro Barsotti  | Esordiente                        |
| Marina Rei        | Esordiente                        |
| Maurizio Lauzi    | Esordiente                        |
| O.R.O.            | Esordienti                        |
| Olivia            | Esordiente                        |
| Petra Magoni      | Esordiente                        |
| Silvia Salemi     | Esordiente                        |
| Syria             | Esordiente                        |

## Classifica, canzoni e cantanti

### Sezione Campioni
| Posizione | Interprete                      | Canzone                          | Autori                                                              | Voti ricevuti |
| --------- | ------------------------------- | -------------------------------- | ------------------------------------------------------------------- | ------------- |
| 1º        | Ron (con Tosca non accreditata) | Vorrei incontrarti fra cent'anni | R. Cellamare                                                        | 18.591        |
| 2º        | Elio e le Storie Tese           | La terra dei cachi               | D. Civaschi, S. Belisari, S. Conforti e N. Fasani                   | 18.080        |
| 3º        | Giorgia                         | Strano il mio destino            | G. Todrani e M. Fabrizio                                            | 17.881        |
| 4º        | Ivana Spagna                    | E io penso a te                  | I. Spagna e G. Spagna                                               | 17.681        |
| 5º        | Neri per Caso                   | Mai più sola                     | C. Mattone                                                          | 16.949        |
| 6º        | Massimo Di Cataldo              | Se adesso te ne vai              | M. Di Cataldo e B. Laurenti                                         | 16.561        |
| 7º        | Al Bano                         | È la mia vita                    | P. Marino e M. Fabrizio                                             | 16.305        |
| 8º        | Aleandro Baldi e Marco Guerzoni | Soli al bar                      | F. Palmieri, G. Bigazzi e A. Civai                                  | 16.139        |
| 9º        | Amedeo Minghi                   | Cantare è d'amore                | A. Minghi e P. Panella                                              | 15.990        |
| 10º       | Paola Turci                     | Volo così                        | P. Turci e R. Casini                                                | 15.854        |
| 11º       | Michele Zarrillo                | L'elefante e la farfalla         | V. Incenzo e M. Zarrillo                                            | 15.748        |
| 12º       | Luca Barbarossa                 | Il ragazzo con la chitarra       | L. Barbarossa                                                       | 15.720        |
| 13º       | Federico Salvatore              | Sulla porta                      | F. Salvatore, G. Bigazzi e G. Dati                                  | 15.639        |
| 14º       | Rossella Marcone                | Una vita migliore                | P. Cremonesi, F. Cavalli e A. Valsiglio                             | 14.669        |
| 15º       | Enrico Ruggeri                  | L'amore è un attimo              | L. Schiavone e E. Ruggeri                                           | 14.503        |
| 16º       | Raffaella Cavalli               | Sarò                             | Depsa, F. Zanotti e A. Valsiglio                                    | 14.236        |
| 17º       | Gigi Finizio                    | Solo lei                         | L. Finizio e A. Annona                                              | 13.859        |
| 18º       | Paolo Vallesi                   | Non andare via                   | G. Dati e P. Vallesi                                                | 13.237        |
| 19º       | Riccardo Fogli                  | Romanzo                          | G. Morra e M. Fabrizio                                              | 11.696        |
| 20º       | Umberto Bindi e New Trolls      | Letti                            | U. Bindi e R. Fiacchini                                             | 10.899        |
| NF        | Dhamm                           | Ama                              | D. Benedetti, A. Ventura, M. Munzi e M. Conti                       |               |
| NF        | Mara                            | Non è amore                      | D. Poggiolini e F. Puccioni                                         |               |
| NF        | Fedele Boccassini               | Non scherzare dai                | L. Angelosanti, F. Zanotti, M. Remigi, F. Boccassini e F. Morettini |               |

### Sezione Nuove proposte
| Posizione | Interprete        | Canzone                 | Autori                                                                   | Voti ricevuti |
| --------- | ----------------- | ----------------------- | ------------------------------------------------------------------------ | ------------- |
| 1º        | Syria             | Non ci sto              | C. Mattone                                                               | 17.649        |
| 2º        | Adriana Ruocco    | Sarò bellissima         | F. Migliacci, S. Cenci, E. Fratini e L. Silvi                            | 17.321        |
| 3º        | Marina Rei        | Al di là di questi anni | F. Minoia e M. Rei                                                       | 17.177        |
| 4º        | O.R.O.            | Quando ti senti sola    | A. Manfredi e M. Manzani                                                 | 16.534        |
| 5º        | Silvia Salemi     | Quando il cuore         | G. Artegiani                                                             | 16.441        |
| 6º        | Jalisse           | Liberami                | C. Di Domenico e F. Ricci                                                | 15.329        |
| 7º        | Olivia            | Sottovoce               | F. Evangelisti, S. Borzi e S. Mattoccia                                  | 15.321        |
| 8º        | Carmen Consoli    | Amore di plastica       | C. Consoli e M. Venuti                                                   | 15.053        |
| 9º        | Petra Magoni      | E ci sei                | M. D'Angelo, M. Rinalduzzi, M. Calabrese, M. Zenima Granieri e P. Magoni | 14.961        |
| 10º       | Camilla           | Zerotretresette         | P. Martella, C. Lessona, M. Violante e Kynsha                            | 14.949        |
| 11º       | Alessandro Errico | Il grido del silenzio   | A. Errico                                                                | 14.525        |
| 12º       | Leandro Barsotti  | Lasciarsi amare         | L. Barsotti                                                              | 13.859        |
| 13º       | Alessandro Mara   | Ci sarò                 | A. Maraniello                                                            | 13.844        |
| 14º       | Maurizio Lauzi    | Un po' di tempo         | M. Lauzi                                                                 | 11.892        |

## Regolamento
Una interpretazione per brano.
- 1ª serata: 16 Campioni + 7 Nuove proposte finaliste del 1995 (4 ammesse alla finale tra i Campioni)
- 2ª serata: 10 Campioni + 7 Nuove proposte
- 3ª serata: 10 Campioni + 7 Nuove proposte
- 4ª serata: 14 Nuove proposte qualificate (proclamazione vincitore) + esibizione di 1 minuto dei 20 Campioni
- 5ª serata: 20 Campioni (proclamazione vincitore)

## Altri premi
- Premio della Critica "Mia Martini" sezione Campioni: Elio e le Storie Tese con La terra dei cachi
- Premio della Critica "Mia Martini" sezione Nuove proposte: Marina Rei con Al di là di questi anni
- Premio Volare per il miglior testo: Ron e Tosca per Vorrei incontrarti fra cent'anni
- Premio Volare per la migliore musica: Ron e Tosca per Vorrei incontrarti fra cent'anni
- Premio Volare per il miglior arrangiamento: Renato Serio per Letti
- Premio Famiglia Cristiana: Aleandro Baldi e Marco Guerzoni con Soli al bar

## Orchestra
L'Orchestra della Rai venne diretta dal maestro Pippo Caruso, durante le esibizioni dei cantanti dai maestri:
- Antonio Annona per Gigi Finizio
- Maurizio Bassi per Silvia Salemi
- Stefano Borzi per Olivia
- Paolo Carta per Dhamm
- Stefano Cenci per Adriana Ruocco
- Gabriele Comeglio per Camilla
- Fabio Coppini per Ron e Tosca
- Lucio Fabbri per Luca Barbarossa
- Marco Falagiani per Aleandro Baldi e Marco Guerzoni e Federico Salvatore
- Maurizio Fabrizio per Al Bano, Riccardo Fogli e Leandro Barsotti
- Riccardo Galardini per Ivana Spagna, Michele Zarrillo, Paolo Vallesi, Alessandro Errico e O.R.O.
- Margherita Graczyk per Carmen Consoli
- Umberto Iervolino per Alessandro Mara
- Gianfranco Lombardi per Giorgia, Neri per Caso, Mara, Marina Rei e Petra Magoni
- Adelmo Musso per Paola Turci
- Francesco Morettini per Jalisse
- Massimo Morini per Fedele Boccassini
- Pino Perris per Syria
- Roberto Rossi per Raffaella Cavalli
- Bruno Santori per Rossella Marcone
- Renato Serio per Umberto Bindi e New Trolls
- Alberto Tafuri per Enrico Ruggeri
- Vince Tempera per Maurizio Lauzi
- Peppe Vessicchio per Elio e le Storie Tese
- Paolo Vivaldi per Massimo Di Cataldo
- Mario Zannini Quirini per Amedeo Minghi

Entra nell'Orchestra della Rai in qualità di corista Alex Baroni.

## Sigla
Perché Sanremo è Sanremo cantata da Rudy Neri.

## Ospiti
Questi gli ospiti che si sono esibiti nel corso delle cinque serate di questa edizione del Festival di Sanremo:
- Spaceman – Babylon Zoo
- Panarea – Maurizio Colonna
- Na-ho-hana-bateke de koi o shite – Panda Monkeys
- Anything – 3T
- Vita che corri – Giovanni Capobianco
- The Ghost of Tom Joad – Bruce Springsteen
- Don't Forget – Pat Metheny
- Charmless Man – Blur
- One by One – Cher
- Forever in Love – Kenny G
- Whatever You Want – Tina Turner
- Do U Still? – East 17
- Toccata & Fugue in D Minor – Vanessa Mae
- Calling You e Falling into You – Céline Dion
- Never Never Love – Simply Red
- Sotto l'albero della speranza – Andreas Vollenweider
- How Deep Is Your Love – Take That
- Why Why Why – the Kelly Family
- Lie to Me – Bon Jovi
- The Long and Winding Road – George Benson
- When a Man Loves a Woman – Michael Bolton
- You Oughta Know – Alanis Morissette
- Salvation – The Cranberries

## DopoFestival
Il DopoFestival fu condotto da Ambra Angiolini con Luciano De Crescenzo, Roberto D'Agostino, Maurizio Battista, Gianni Ippoliti e la supervisione di Pippo Baudo.

## Arriva il Festival
Esclusivamente per quest'edizione le serate divennero sei. Infatti lunedì 19 febbraio dal teatro del Casinò di Sanremo venne realizzato uno speciale in prima serata intitolato Arriva il Festival, una sorta di gala di presentazione condotto da Baudo durante il quale i cantanti si raccontavano al pubblico tramite anche immagini di repertorio e domande di giornalisti. Animatori della serata i protagonisti del DopoFestival Luciano De Crescenzo, Gianni Ippoliti e Roberto D'Agostino; ospiti i gruppi 3T e Babylon Zoo. La serata ottenne un ascolto medio di 9.780.000 spettatori, con uno share del 36,64%.

## Esclusi
Come ogni anno non esiste un elenco ufficiale dei cantanti esclusi. Dalle notizie riportate dalla stampa, ecco alcuni nomi di altri artisti candidati alle selezioni: Alba Parietti (Purtroppo è amore).

## Ascolti
Risultati di ascolto delle varie serate, secondo rilevazioni Auditel.
| Serata             | Data               | Telespettatori | Share  |
| ------------------ | ------------------ | -------------- | ------ |
| I                  | 20 febbraio 1996   | 11 268 000     | 53,31% |
| II                 | 21 febbraio 1996   | 12 981 000     | 48,13% |
| III                | 22 febbraio 1996   | 12 557 000     | 46,95% |
| IV                 | 23 febbraio 1996   | 13 003 000     | 53,94% |
| Finale             | 24 febbraio 1996   | 13 862 000     | 62,86% |
| Media delle serate | Media delle serate | 12 734 000     | 53,04% |

## Il caso Elio e le Storie Tese
Qualche tempo dopo la conclusione del Festival, a febbraio, la magistratura di Milano aprì un'inchiesta sulla presunta corruzione del suo presentatore, Baudo, della giuria e dei vertici Rai. Il caso ruotava attorno alle voci che affermavano l'effettiva vittoria di Elio e le Storie Tese, gruppo che giunse invece secondo con il brano La terra dei cachi.
La canzone, decisamente al di fuori dei canoni "sanremesi", riscosse un grande successo di pubblico e di critica, aggiudicandosi il premio della critica "Mia Martini". Ai tempi le loro esibizioni non passarono inosservate: durante la seconda serata Elio apparve con un braccio finto, per poi tirare fuori quello vero da sotto il maglione; nella serata in cui i concorrenti del Festival avevano un solo minuto per riproporre un estratto della loro canzone (e tutti avevano optato per eseguire il solo ritornello), gli Elii eseguirono buona parte del proprio brano, accelerandone al massimo il tempo per complessivi 55 secondi; infine, nell'ultima serata si esibirono in abiti da alieni e con la testa rasata colorata di argento (in realtà indossavano tutti delle calotte, tranne Elio, che si era rasato davvero), con un travestimento che richiamava esplicitamente i Rockets. Dal successo riscontrato, sembrava che il brano potesse realmente vincere la gara, ma la vittoria andò a Vorrei incontrarti fra cent'anni di Ron e Tosca, proprio davanti a La terra dei cachi.
Durante la puntata del sabato di Striscia la notizia (che precedeva la serata finale di Sanremo e la proclamazione del vincitore), Enzo Iacchetti fece una battuta apparentemente innocua, annunciando che avrebbe fatto un film «con Rosa Fumetto, Lino Banfi e Vince Tempera». Il mistero venne spiegato il lunedì successivo, quando era ormai nota la vittoria di Ron e Tosca al Festival: attraverso un acrostico coi nomi dei tre personaggi citati, si otteneva la frase «Rosa Lino Vince». Il vero nome di battesimo di Ron è Rosalino Cellamare, quindi Striscia la notizia anticipò di qualche ora il nome del vincitore di Sanremo.
I carabinieri del Nucleo operativo di Milano rifacendo i conteggi vennero a conoscenza di diverse schede sospette. Circolò così la leggenda metropolitana che La Terra dei cachi avrebbe realmente vinto il Festival, ma i risultati finali sarebbero stati modificati da Pippo Baudo in persona, che non volle ufficializzare i voti. Il processo fu inoltre ampliato dal caso di DJ Flash, rapper di Sanremo Giovani, che secondo la sua casa discografica, la Flying Records, sarebbe stato escluso dalla competizione attraverso metodi oscuri ad opera da Baudo. Stefano Belisari, in arte Elio, fu chiamato a testimoniare davanti al giudice Giovanna Ichino che chiese informazioni sullo svolgimento della gara canora; insieme ad Elio vennero sentiti altri concorrenti come Giorgia, Spagna, Michele Zarrillo e altri. A differenza dei risultati delle indagini, ad oggi, non è nota la conclusione della faccenda. D'altro canto l'Explorer, la società che curò l'organizzazione delle giurie demoscopiche, smentì tutte le accuse affermando che la vittoria di Ron era indiscutibile. Infatti, stando ai dati forniti dalla società, Elio e le Storie Tese avrebbero ricevuto un totale di 19 schede bianche o nulle e, anche se si fosse attribuito il massimo punteggio per ciascuna di quelle schede, il totale sarebbe comunque stato inferiore a quello ottenuto da Ron. Lo stesso Elio, anni dopo, espresse i propri dubbi sulla veridicità delle voci che davano il suo gruppo reale vincitore della kermesse, precisando che gli inquirenti avrebbero indicato anche Giorgia come possibile trionfatrice.

## Piazzamenti in classifica dei singoli
| Artista               | Singolo                          | Italia (Massima posizione raggiunta) |
| --------------------- | -------------------------------- | ------------------------------------ |
| Elio e le Storie Tese | La terra dei cachi               | 1                                    |
| Giorgia               | Strano il mio destino            | 6                                    |
| Ron e Tosca           | Vorrei incontrarti fra cent'anni | 7                                    |
| Amedeo Minghi         | Cantare è d'amore                | 10                                   |
| Ivana Spagna          | E io penso a te                  | 12                                   |
| Massimo Di Cataldo    | Se adesso te ne vai              | 13                                   |
| Al Bano               | È la mia vita                    | 14                                   |

## Compilation
- SuperSanremo '96 (EMI)
- Sanremo 96 (BMG Ricordi/RTI Music)